# Darantoides rubroflava
Darantoides rubroflava är en fjärilsart som beskrevs av George Francis Hampson 1900. Darantoides rubroflava ingår i släktet Darantoides och familjen björnspinnare. Inga underarter finns listade i Catalogue of Life.